# بن سوج
بن سوج (انگلیسی: Ben Savage؛ زادهٔ ۱۳ سپتامبر ۱۹۸۰) یک هنرپیشه اهل ایالات متحده آمریکا است. وی از سال ۱۹۸۸ میلادی تاکنون مشغول فعالیت بوده‌است.